# Fuentes yucatan
Fuentes yucatan là một loài nhện trong họ Salticidae.
Loài này thuộc chi Fuentes. Fuentes yucatan được Hipólito Ruiz López & Antonio D. Brescovit miêu tả năm 2007.